# 塔耶·塔伊沃
塔耶·伊斯梅拉·塔伊沃（英語：Taye Ismaila Taïwo，1985年4月16日—）是一名尼日利亚足球运动员，司职后卫。

## 国家队生涯
塔伊沃曾经代表尼日利亚参加埃及举行的2006年非洲國家盃和加纳举行的2008年非洲國家盃。

## 荣誉

### 个人
- 2005年世界青年足球锦标赛 青铜奖
- 非洲足球协会年度最佳青年球员
- 法甲年度最佳队伍

### 俱乐部
马赛
- 法国足球甲级联赛
  - 冠军(1): 2010
  - 亚军(2): 2006–07、2008–09
- 法国杯
  - 亚军(2): 2006、2007
- 法国联赛杯
  - 冠军(1): 2010
- 欧洲足联国际托托杯
  - 冠军(1) : 2005